# 铁尔麦
铁尔麦是流行于中亚地区哈萨克人中的曲艺形式，演唱过程中会使用冬不拉等乐器。其内容是从哈萨克谚语、格言、诗歌中等不同其他文学形式的内容中借鉴而来，其曲调具有说教、劝导、揶揄、嘲讽等特点，篇幅较为短小，主要在不同的民众集会上演唱。其发源可追溯到八到九世纪。在中华人民共和国，铁尔麦被列为第二批国家级非物质文化遗产名录。

## 简介
铁尔麦分布范围较广，哈萨克斯坦、吉尔吉斯斯坦、俄罗斯、乌兹别克斯坦、蒙古以及中华人民共和国新疆维吾尔自治区北疆部分地区都流传着铁尔麦的演唱。在群众性的集会，如阿肯阿依特斯会、宗教节日、婚嫁仪式上都会见到铁尔麦的演唱。铁尔麦是哈萨克语“Têrmê”的音译，其中词根“Têr-”有捡、捡到，弹、弹唱之意，“Têrmê”的意思为精挑细选，取其精华之意。铁尔麦中大量使用从谚语、格言警句、诗歌等其他文艺作品中的精华，利用冬不拉等乐器演唱的一种劝喻歌。

## 历史发展
铁尔麦是现存哈萨克最古老的弹唱音乐形式。铁尔麦的雏形最早可以追溯到公元八到九世纪，钦察部落部落有一位叫吾霍尔乎特的音乐家，他喜欢用富有哲理的语言吟诗弹唱，这种演唱形式与现在的铁尔麦相似。此后这种弹唱的艺术形式得到了进一步的发展，公元十二世纪，布哈拉汗国时期，钦察部落的弹唱艺人库巴台肯会在节庆之时，会弹奏冬不拉演唱。到了十三世纪，哈萨克爱情叙事诗《吉别克姑娘与托列跟》之中有描绘主人公演唱铁尔麦的情节。不过直到公元十五世纪，才将这种演唱形式称为铁尔麦，阿山·海戈创作的《湖里游的褐色鸭》是流传至今最早的铁尔麦曲目。此后直至哈萨克汗国时期，出现了大量铁尔麦奇（弹唱铁尔麦的人，亦会被译作铁尔麦什），例如：活跃在十八世纪的布哈尔·哈尔卡曼，他创作了《伙伴们》，阿克坦别尔德，代表作《劝告》；活跃于十八世纪末到十九世纪初的叶山·卡拉，代表作《山上的松树戚风也会摇动》；活跃于二十世纪上半叶的艾合买提·库麦克，他的代表作为《劝导》。
虽然新疆境内也有了像是代表作为《举一个例子》、《阿肯的秘诀》的唐加勒克·卓勒德，在二十世纪50年代舞台上也出现了铁尔麦的身影，但一直没有形成稳定且明确的表演形式以及形成铁尔麦的传统。直到二十世纪中叶，铁尔麦主要还是流行于苏联哈萨克苏维埃社会主义共和国境内。到了二十世纪70年代，一些生活在中苏边境线上的中国哈萨克族艺人通过广播，开始了解、学习铁尔麦，并最终使得铁尔麦在哈萨克族人中也开始流行起来。很多中国哈萨克铁尔麦奇开始登上各级的文艺汇演和弹唱会，例如来自塔城，代表作为《团结》的阿斯力汗；来自巩乃斯，代表作有《我感到遗憾》、《我的金贵的冬不拉》的奴尔沙拉·阿台别克等。在第九届伊犁哈萨克自治州阿肯弹唱会上，阿斯力汗、奴尔沙拉等人获得了“优秀青年铁尔麦奇”的称号。而80年代开始，在哈萨克语《木拉》、《曙光》等文学期刊上，发表了关于铁尔麦相关的诗歌、乐曲、词曲作家传记等内容的文章上百篇。这一时期出版的括《中国民间歌曲集成》等志书中也对铁尔麦有所记载。1992年，伊犁哈萨克自治州增举办首届铁尔麦比赛，超过20名铁尔麦奇表演了接近100首传统和新的铁尔麦曲目。2004年10月，伊犁师范学院奎屯教育学院校区（今新疆应用职业技术学院）设阿肯铁尔麦奇班，学制两年，属于成人大专班，至此铁尔麦奇的教育有了全日制培养的渠道。2008年，铁尔麦被列为第二批中国非物质文化遗产。2012年，在乌鲁木齐市先后举办和召开了新疆首届铁尔麦演唱比赛和新疆首届铁尔麦研讨会。在新疆、伊犁州各级举办的阿肯阿依特斯大会上也会有铁尔麦的演出。2015年，中国民间文艺家协会、新疆维吾尔自治区文学艺术界联合会、新疆民间文艺家协会共同将“中国哈萨克族铁尔麦之乡”称号授予阿勒泰地区哈巴河县。另外，铁尔麦传习所则于2020年12月在特克斯县挂牌成立。在伊犁哈萨克自治州以外的地方，铁尔麦也得到了发展和保护。昌吉回族自治州玛纳斯县清水河乡、吉木萨尔县等地曾先后举办铁尔麦演唱比赛或演出。2021年，甘肃省酒泉市阿克塞县先后举办哈萨克族铁尔麦比赛以及铁尔麦培训班。

## 主题与演唱
铁尔麦根据内容可以分为史志式铁尔麦、哲理式铁尔麦、思辨式铁尔麦和阅历式铁尔麦。史志式铁尔麦内容主要是讲述哈萨克历史事件，或英雄人物、部落领袖的丰功伟绩，也包括智者化干戈为玉帛的故事。这种铁尔麦因其历史基调，往往采取沉重而哀伤的曲调用以追忆英雄人物。例如马汗别特创作演唱的曲目《骂你狠毒的江格尔汗》。哲理式铁尔麦往往采用即兴演唱。哲理式铁尔麦常使用谚语，语言犀利，而铁尔麦旋律灵活多变，因为是表达思想，内容精炼且前后联系紧密。铁尔麦奇需要用冬不拉和阔布孜使前后内容联系起来。例如布哈尔·哈勒卡曼编创的曲目《不要只看表面》。思辨式铁尔麦的主要内容包括协商、商议、对古代习俗的歌功颂德或者对伊斯兰教的赞美。例如马高亚所创作的《与你们协商》。思辨式铁尔麦曲调平稳。而阅历式铁尔麦的内容往往是铁尔麦奇的亲生经历或社会事件，也包括对幸福生活的向往。例如阿克塔木别尔迪·萨热创作的《劝告》。
哈萨克民歌成为了铁尔麦的曲调来源，铁尔麦曲调一般分为两种类型，分别是一曲多用和单曲独词。一曲多用的曲调可以演唱不同的唱词，而单曲独词的曲调是为特定铁尔麦唱词专门编创的曲调。两种曲调既可以单独演唱，也能够穿插演唱。一般情况下，同一首铁尔麦中首行曲调最高，而结束行往往最低。民间铁尔麦节拍大多为2/4拍或3/4拍，但也有2/8拍、3/8拍、5/8拍、7/8拍以及混合节拍和自由散板。铁尔麦唱词结构一般每句七、八或十一个音节。一般由两句、四句、六句、八句或十句以上为一段。铁尔麦每一段压尾韵，一般采用一、二、四同韵的喀拉约令式以及一和三、二和四同韵的恰里斯式。演唱铁尔麦的音域一般超过一个八度，达到十度甚至十三度。因为铁尔麦篇幅较长，铁尔麦的乐曲形式常常由一部曲式发展成为由主歌和副歌构成的单乐段加副歌的二段体乐曲形式。因为铁尔麦并没有固定的唱词，很多都为即兴填词。而艺人多弹冬不拉自弹自唱，所以每个铁尔麦什都可以根据自己的情况来改变自己的唱腔。铁尔麦的旋律根据情节的不同而变化，当讲述凄惨的情节时，旋律沉稳而抑郁，当讲述欢腾的场面时，旋律则会变的明快活泼。